# Hemerobius pusillus
Hemerobius pusillus is een insect uit de familie van de bruine gaasvliegen (Hemerobiidae), die tot de orde netvleugeligen (Neuroptera) behoort. 
Hemerobius pusillus is voor het eerst wetenschappelijk beschreven door Müller in 1776.